# Oliver Kruse
Oliver Kruse (* 1965 in Nürnberg) ist ein deutscher Künstler und Hochschullehrer.

## Werk

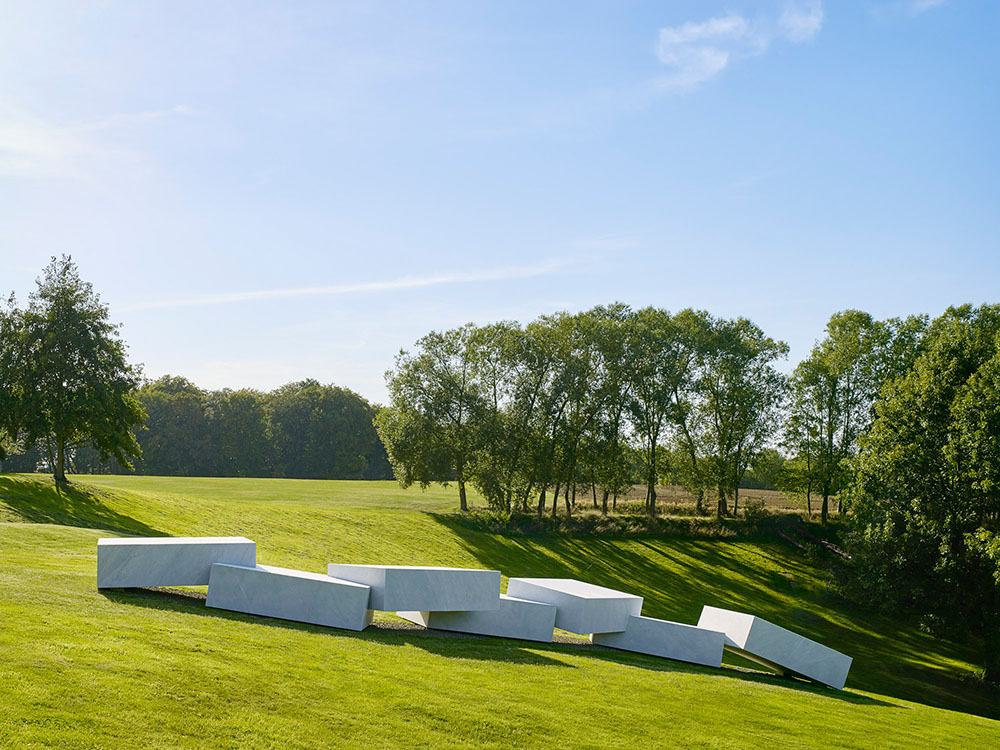
Oliver Kruse, Meander, 2018

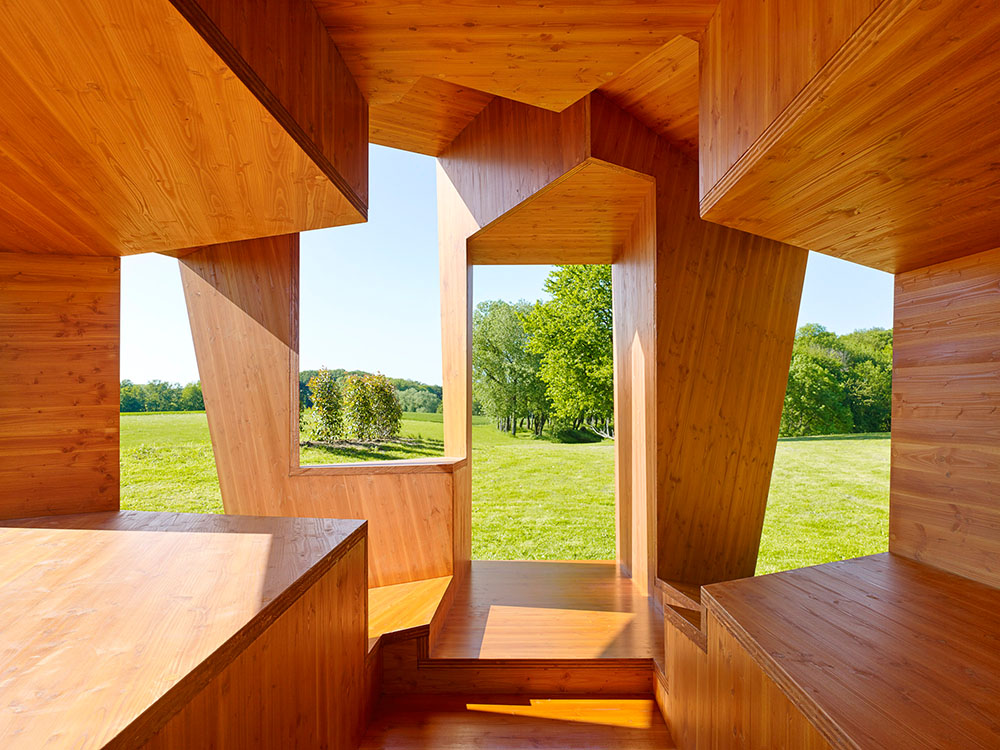
Oliver Kruse, Interrelate, 2018

Oliver Kruse erforscht und baut als bildender Künstler Gefüge. Über Zeichnungen, analoge Modelle, digitale Rekonstruktionen und virtuelle Konstruktionen verschafft sich Kruse Einsicht in grundlegende plastische Prozesse, Cluster und Schwärme. Seine Werke positionieren Ein- und Ausblicke ortsspezifisch im öffentlichen Raum.
Arbeiten von Oliver Kruse bieten begeh- und belebbare Situationen an. Das Wissen, das Oliver Kruse durch seine freien Arbeiten erlangt, bringt er in gesellschaftliche Kontexte ein, u. a. über seine Lehre und die 20 Jahre andauernde Mitgestaltung der Insel und Raketenstation Hombroich.

## Biografie
Kruse hat u. a. bei der Architektur Biennale, Venedig (1996 und 2004), im Omi International Arts in New York (2008, 2010, 2015), anlässlich der St. Moritz Art Masters in der Schweiz (2012), bei der Poznań Biennale in Polen (2012) und der Yale School of Architecture (2013) ausgestellt.
Kruse ist seit 2005 Professor für Gestaltungslehre an der Peter Behrens School of Arts in Düsseldorf. Im Jahr 2015 war er Gastprofessor an der Chanin School of Architecture der Cooper Union in New York. Er erwarb den Master of Arts in Bildender Kunst am Chelsea College of Art in London und einen postgraduate Abschluss in Kunstgeschichte an der Royal Society of Arts in London. Seine Lehrer waren u. a. Erwin Heerich und Richard Deacon.
Heute lebt und arbeitet er in Köln, Düsseldorf und Hombroich.

## Ausstellungen und Projekte

### Einzelausstellungen (Auswahl)
- 1996: Oliver Kruse. ∞, Galerie Sandmann und Haak, Hannover
- 2001: Oliver Kruse. Josephinenstr. 15, Galerie Andreas Brüning, Düsseldorf
- 2004: Oliver Kruse. Zwischenraum, Kunstverein, Grevenbroich
- 2004: Oliver Kruse. Giacometti Sport, Galerie Andreas Brüning, Düsseldorf
- 2008: Oliver Kruse, Kunstverein, Krefeld
- 2009: Oliver Kruse. Skulptur, Galerie Karsten Greve, Köln
- 2013: Oliver Kruse. Räumliche Zusammensetzung, Architekturgalerie am Weißenhof, Stuttgart
- 2016: Oliver Kruse. work work work work work work, gkg – Gesellschaft für Kunst und Gestaltung, Bonn

### Gruppenausstellungen (Auswahl)
- 1993: Contemporary Art Society, Smith’s Galleries, London
- 1993: New Art Award, Cubitt Street Galleries, London
- 1993: New Abstraction, Cooper and Lybrand Gallery, London
- 1996: Zum Gebrauch bestimmt, Galerie Ulrich Fiedler, Köln
- 1996: The Architect as Seismograph. Hombroich Architecture, La Biennale di Venezia, 6th International Architecture Exhibition, Venedig
- 1997: Hombroich. Architektur Skulptur Natur, Deutsches Architektur-Museum, Frankfurt
- 1997: Basis. 28 Künstler, Raketenstation Hombroich
- 1997: Hombroich Architecture, Royal Institute of British Architects, London
- 1997: Ein Leben lang lernen, im Studium bei Erwin Heerich, Wilhelm Lehmbruck Museum, Duisburg
- 2002: Cabinet with Outfit, Galerie Andreas Brüning, Düsseldorf
- 2004: Horizont Hombroich, Städtische Galerie im Park, Viersen
- 2004: Metamorph. spaceplacelab, La Biennale di Venezia, 9th International Architecture Exhibition, Venedig
- 2005: Hombroich spaceplacelab, AIA Center for Architecture, New York
- 2006: Busan Biennale, Korea
- 2008: New Sculpture, The Fields Sculpture Park, Omi International Arts Center, Ghent, NY
- 2008: Dedicated to K.-H. Müller, Galerie Andreas Brüning, Düsseldorf
- 2008: Raumortlabor Landnutzung, Museum Ludwig, Köln
- 2012: SAM – St. Moritz Art Masters, St. Moritz, Schweiz
- 2012: Mediations Biennale, Posen, Polen
- 2012: plan12, Architektur Biennale Köln, Köln
- 2012: White Cube, Green Maze: New Art: Landscapes, Carnegie Museum, Pittsburgh, USA
- 2013: White Cube, Green Maze: New Art: Landscapes, Yale School of Architecture, New Haven, USA
- 2013: plan14prolog zur Architektur Biennale 2014, Köln
- 2013: Moiras Planschränke – eingeräumte Zeit, Raketenstation Hombroich

## Arbeiten im Grenzbereich von Skulptur und Architektur
- 1995: one-man house, Raketenstation Hombroich. Entwurf und Realisierung eines Gästehauses aus Holz in Zusammenarbeit mit K. Nishikawa
- 1998: NRW Forum, Düsseldorf. Einrichtung des Museums mit speziell konzipierten Möbeln in Zusammenarbeit mit K. Nishikawa
- 1999: Kinder Insel Hombroich. Konzept, Entwurf und Realisierung einer Kindertagesstätte
- 1999: Galerie Wormser, Nürnberg. Konzept, Entwurf und Realisierung eines Ausstellungsraumes in einem Wohn- und Geschäftshaus im Stadtzentrum
- 2003: Hooy Kaye Museum, Brüssel. Konzept und Entwurf für die Renovierung und Inneneinrichtung eines denkmalgeschützten Warenhauses aus dem 17. Jahrhundert, Einrichtung eines Museums für asiatische Kunst

## Auszeichnungen
- 1997: Auszeichnung für das for one-man house
- 1997: Auszeichnungen guter Bauten 1997, Bund Deutscher Architekten, Düsseldorf
- 2000: Auszeichnung für die Kinder Insel Hombroich
- 2000: Auszeichnungen guter Bauten 2000, Bund Deutscher Architekten, Düsseldorf
- 2001: Auszeichnung für die Kinder Insel Hombroich
- 2001: Architekturpreis NRW 2001, Bund Deutscher Architekten, NRW
- 2013: Siegerentwurf des vom Land NRW ausgelobten Kunst-und-Bau-Wettbewerbs für die Hochschule Hamm